# Лянбяран
Лянбяран (также Лемберан; азерб. Lənbəran) — село в Бардинском районе Азербайджана. Находится в Равнинном Карабахе.

## История села
Одно из древнейших сёл на территории современного Азербайджана. Так, в трёх одах Хагани Ширвани, посвящённых Ахситану I и воспевающих его победу, поэт говорит о нашествии русов пиратов-бродников с Волги, которые на 73 судах подошли к острову Руинас (возможно Сара), бросили якорь, затем поднялись вверх по Куре и достигли Лемберана.
Известен сотканный в XVIII веке в селе безворсовый ковёр.
До начала Великой Отечественной войны в селе работал учителем Мамедали Исмет оглы Абасов, ставший впоследствии одним из самых результативных снайперов войны.
На зимних пастбищах села Лянбяран разводят карабахских лошадей. Эту породу сюда перенесли после того, как в 1993 году Агдам перешёл под контроль армянских сил в результате Первой карабахской войны и Агдамский конный завод прекратил своё существование.
В феврале 2018 года в село был проведён природный газ и 929 семьи села получили возможность воспользоваться газом.

## Население
По данным «Кавказского календаря» 1912 года в селе Лембаран Шушинского уезда Елизаветпольской губернии проживало 2070 человек, в основном азербайджанцев, указанных в календаре «татарами», по данным 1916 года — 1275.
Согласно результатам Азербайджанской сельскохозяйственной переписи 1921 года, Лемборан входил в одноимённое сельское общество Шушинского уезда Азербайджанской ССР. Численность населения составляла 1438 человек (353 хозяйства), преобладающей национальностью являлись тюрки азербайджанские (азербайджанцы).
Согласно переписи 2009 года численность населения составляла 4941 человек.

## Известные уроженцы
- Лемберанский, Алиш Джамиль оглы[1] — советский и азербайджанский государственный деятель, председатель исполкома Бакинского совета Народных Депутатов, заместитель председателя Совета Министров АзССР по строительству.
- Лемберанский, Джамиль-бек — азербайджанский общественный и государственный деятель, член парламента Азербайджанской Демократической Республики (1918—1920).